# Icebergs (poème)
Pour les articles homonymes, voir Icebergs.
Icebergs est un poème en prose extrait du recueil La nuit remue (1935) d'Henri Michaux. C'est l'avant-dernier poème de la première section du recueil (intitulée également « La nuit remue »).

## Structure
Composé de six phrases, Icebergs présente quatre versets distincts qu'introduit à chaque fois l'anaphore « Icebergs, Icebergs... ». Le deuxième de ces versets est fragmenté en deux.

## Analyse
Si, au premier degré, le poème a pour objet les icebergs qui lui donnent son titre, Jean-Charles Gateau voit également dans la manière dont sont décrits ces blocs de glace une double évocation de la poésie et de la mort.